# Indisk bomull
Indisk bomull (Gossypium herbaceum) är en perenn buske ursprunglig i Afrika, söder om Sahara. Från halvöken och savann.
Arten domesticerades i Etiopien och spreds senare till Persien och Kina och annuella sorter uppstod. Odlas för sin olja, sina växtfibrer och som rums- eller medicinalväxt.
Underarten subsp. africanum tycks vara ursprungligt vild.
Kortlivad, städsegrön buske, till 150 cm hög. Blad relativt djupt tre- till femflikiga, med röda bladskaft. Blommor gula, blir något rosatonade innan de vissnar. Kapsel med vita bomullsfibrer.
Det finns en legend om denna växt, som är skriven av den grekiska historiken Herodotos från 400-talet f.Kr. Boken handlar egentligen om krig mellan Persiska imperiet och grekiska stadsstaterna, men det finns en saklig beskrivning av denna växt. Han beskriver de stora landområdena bortom gränserna som på den här tiden bara kändes till av grekerna. I boken skriver han "vissa träd... bär fram sina ullfrukter, överträffning av de får i skönhet och kvalitet, och infödingarna klär sig i dukar/trasor gjorda därav." Från denna beskrivning kom legenden om den "vegetabiliska lamm odlingen" (Tatariskt växtlamm). 